# EA Mythic
EA-Mythic er et amerikansk studio, som arbejder med onlinespil. Det står bl.a. bag succesen Dark Age of Camelot og er i fuld gang med deres næste MMORPG; Warhammer Online: Age of Reckoning der udkommer i slutningen af 2007.
Firmaet hed tidligere Mythic, indtil Electronic Arts opkøbte det d. 20. juni 2006 og i den forbindelse valgte at ændre navnet.